# Ringier
Pour les articles homonymes, voir Ringier.
Ringier est un groupe de médias et de divertissement suisse. L'entreprise est basée à Zofingue et à Zurich.

## Histoire
En avril 2014, le groupe double ses parts du quotidien Le Temps en rachetant celles détenues par son concurrent Tamedia, passant de 46,25% à 92,5% de l'actionnariat,.
Depuis 2016, les périodiques Axel Springer en Suisse et le portefeuille de Ringier forment une co-entreprise 50/50.
En avril 2018, Ringier AG, Admeira AG et Ringier Axel Springer Schweiz AG mettent fin à la collaboration avec l’agence publicitaire Publicitas.
En novembre 2017, Ringier concentre les activités d’impression sur Swissprinters AG à Zofingue et prévoit de discontinuer l’impression de journaux à Adligenswil fin 2018. Le groupe prévoit qu'à terme, tous les quotidiens et hebdomadaires seront imprimés par le groupe Tamedia.
Le journal du soir Blick am Abend (de), apparu en 2008, disparaît dans sa forme papier à la fin de 2018, puis dans sa forme numérique dans le courant de 2019.
En février 2020, la Mobilière Suisse Société d'assurances SA a annoncé qu’elle allait acquérir une participation de 25% dans Ringier AG. La majorité des actions reste la propriété de la famille Ringier. 
En février 2020, Ringier lance la chaîne télévisée en ligne Blick TV. Le même mois, le groupe acquiert la participation de 50% de Swisscom dans la régie publicitaire Admeira. 
En avril 2020, au début de la pandémie de Covid-19, Ringier se prononce en faveur d'aides directes de la Confédération suisse à la presse du pays. 
En juillet 2021, Ringer annonce l'acquisition des activités d'Axel Springer en Estonie, Lettonie, Lituanie, Slovaquie, Hongrie et Serbie,.

## Activités
En 2020, l’entreprise réalise près de 80% de ses ventes en Suisse, le reste surtout en Europe de l’Est et une petite partie en Asie et Afrique. En Suisse, Ringier édite deux quotidiens, Le Temps (francophone) et Blick (germanophone), un journal du dimanche (Sonntags-Blick) ainsi qu’un titre (CASH) et un portail financier. Le groupe opère également trois programmes radio régionaux, et toutes les marques ont une offre en ligne correspondante. L’activité numérique du groupe, très forte, concerne surtout les marchés en ligne et le commerce en ligne. Depuis 2015, la commercialisation est réalisée par la filiale Admeira (dont les parts de la Société suisse de radiodiffusion et télévision et Swisscom ont été rachetées en juin 2018 et en février 2020).
En 2019, le chiffre d'affaires du groupe est de 948,8 millions CHF, en baisse depuis 2018 et son bénéfice opérationnel de 114,1 millions, plus élevé qu'en 2018. Les recettes sont liées en majeure partie au numérique (72%), en progression contrairement à la distribution, la publicité et le secteur imprimé.

### Actionnariat
- Famille Ringier (majoritaire)[1],[3]
- La Mobilière (25%)[1],[3]

### Direction
- Division Corporate Services : Ladina Heimgartner (ex-directrice de la Radio-télévision de la Suisse romanche (RTR) et ex-vice-directrice de la SSR) à partir de 2020[8]

### Conseil d'administration
- Laura Rudas (Palantir Technologies), nommée en 2020[4]
- Roman Bargezi (membre de la famille Ringier), nommé en 2020[4]
- Urs Berger (président de La Mobilière), nommé en 2020[4]
- Markus Hongler (directeur général de La Mobilière), nommé en 2020[4]
- Lukas Gähwiler, président du conseil d'administration d’UBS Suisse, nommé en 2017[3]

## Titres de presse

### Suisse romande
- L'Illustré
- TV8 (Programme de télévision)
- PME magazine

### Suisse alémanique
- Blick et Sonntags-Blick (Journal de boulevard)
- Bolero et Bolero MEN (Journal féminin et masculin)
- CASH (Journal sur l'économie)
- Glückspost (Journal féminin)
- Schweizer Illustrierte
- TV täglich (Programme de télévision, commun avec le groupe "Tamedia")

### Autres pays
- Serbie
- Slovaquie
- Hongrie
- Vietnam
- Pologne
- Ghana
- Sénégal
- Nigeria
- Kenya
- Ouganda
- Tanzanie

## Télévision & Radio
- Blick TV
- Radio Energy (Radio en partenariat avec le Groupe NRJ)
- Energy TV (Télévision en partenariat avec le Groupe NRJ)

## Entreprises
- Ticketcorner (50% des parts en 2020[4])